# Chunhuhub (Felipe Carrillo Puerto)
Chunhuhub es un poblado ubicado en el centro del estado de Quintana Roo. Es la tercera población más grande del municipio de Felipe Carrillo Puerto con 4,375 habitantes.

## Toponimia
Chunhuhub es un nombre maya que significa tronco de huhub (Spondias purpurea), árbol que abunda en la zona.

## Historia
Chunhuhub fue un refugio para los mayas en la época de la Guerra de Castas en 1847.